# Antonio Núñez Tena
Antonio Núñez Tena, född 15 januari 1979 i Madrid i Spanien, är en spansk fotbollsspelare som sedan 2012 spelar i SD Huesca.

## Karriär
Núñez påbörjade sin karriär i spanska San Federico innan han bytte klubb till tredjedivisionens CD Las Rozas. 2001 kom han med i Real Madrid (först B-laget och sedan A-laget), vilket var hans favoritlag som barn. 2004 skrev han kontrakt med Rafael Benítez Liverpool och blev Benítez andra nyförvärv för klubben, i ett bytesavtal, då Michael Owen gick till Real Madrid för åtta miljoner pund.
Under den första träningen med sin nya klubb skadade sig Núñez och kunde inte spela på tre månader. Han gjorde sin debut i en match mot Arsenal som Liverpool vann med 2–1.
Núñez gjorde sitt första och enda mål för Liverpool mot Chelsea när man förlorade med 2–3 i engelska ligacupfinalen och blev därmed klubbens ende spelare att göra sitt enda mål i finalen av en stor turnering. Vidare var han med om att vinna Champions League, men satt under finalen endast på bänken. Däremot hade han spelat för laget under några tidigare matcher under turneringen.
Efter säsongen hos Liverpool gick han tillbaka till sitt hemland och då till Primera División-nykomlingarna Celta Vigo, 26 juli 2005.